# كريستيان ماير (ممثل)
كريستيان ماير (بالإسبانية: Christian Meier)‏ هو مغني وعارض وممثل بيروفي، ولد في 23 يونيو 1970 بليما في بيرو.

## أعمال

### مسلسلات
- السيف والوردة

## وصلات خارجية
- كريستيان ماير على موقع IMDb (الإنجليزية)
- كريستيان ماير على موقع روتن توميتوز (الإنجليزية)
- كريستيان ماير على موقع ميوزك برينز (الإنجليزية)
- كريستيان ماير على موقع ديسكوغز (الإنجليزية)
- كريستيان ماير على موقع قاعدة بيانات الفيلم (الإنجليزية)